# William C. Campbell (wetenschapper)
William Cecil Campbell (Ramelton, 28 juni 1930) is een in Ierland geboren Amerikaans bioloog en parasitoloog. Hij is bekend vanwege ontdekkingen betreffende nieuwe geneeswijzen bij infecties veroorzaakt door parasitaire rondwormen. Hiervoor verkreeg hij samen met Satoshi Ōmura in 2015 de Nobelprijs voor de Fysiologie of Geneeskunde.

## Biografie
Campbell werd geboren in de Ierse plaats Ramelton als derde zoon van R.J. Campbell. Hij studeerde zoölogie aan Trinity College te Dublin, waarna hij naar de Verenigde Staten vertrok. Hij promoveerde in 1957 aan de Universiteit van Wisconsin-Madison. Van 1957 tot 1990 was hij verbonden aan het Merck Institute for Therapeutic Research, alwaar hij zijn belangrijkste werk verrichtte. Van 1984 tot 1990 was hij tevens Senior Scientist en directeur van Assay Research and Development. In 1964 ruilde hij zijn Ierse nationaliteit in voor die van de Verenigde Staten.

## Werk
Voortbouwend op het werk van Ōmura ontdekte Campbell dat een component uit een van Ōmura's gekweekte bacteriën Streptomyces avermitilis uitermate efficiënt was tegen parasitaire wormen. Hij isoleerde de actieve stof avermectine, die na chemische aanpassing op de markt kwam als de ontwormingspil ivermectine. De pil werkt zowel tegen onchocerciase of rivierblindheid als tegen lymfatische filariasis, ook wel elefantiase of olifantsziekte genoemd. De behandeling met ivermectine, dat sinds 1977 gratis in Afrika wordt versterkt, is nu zo'n succes dat beide ziektes op het punt staan te worden uitgeroeid.
- Gemeinsame Normdatei: 1213760410
- International Standard Name Identifier: 0000 0000 8398 3727
- Library of Congress Control Number: n83044262
- Nationale Bibliotheek van Tsjechië: xx0015115
- Nationale Bibliotheek van Israël: 987007327645405171
- Nationale Bibliotheek van Polen: a0000002584276
- Nederlandse Thesaurus van Auteursnamen: 071575073
- Système universitaire de documentation: 075432471
- Virtual International Authority File: 85396649
- WorldCat: E39PBJvmMVvp4Hwg4XDGHmymVC

1901: Behring · 
1902: Ross · 
1903: Finsen · 
1904: Pavlov · 
1905: Koch · 
1906: Golgi, Ramón y Cajal · 
1907: Laveran · 
1908: Mechnikov, Ehrlich · 
1909: Kocher · 
1910: Kossel · 
1911: Gullstrand · 
1912: Carrel · 
1913: Richet ·
1914: Bárány · 
1919: Bordet · 
1920: Krogh · 
1922: Hill, Meyerhof · 
1923: Banting, Macleod · 
1924: Einthoven ·
1926: Fibiger · 
1927: Wagner-Jauregg · 
1928: Nicolle · 
1929: Eijkman, Hopkins · 
1930: Landsteiner · 
1931: Warburg · 
1932: Sherrington, Adrian · 
1933: Morgan · 
1934: Whipple, Minot, Murphy · 
1935: Spemann · 
1936: Dale, Loewi · 
1937: Szent-Györgyi · 
1938: Heymans · 
1939: Domagk · 
1943: Dam, Doisy · 
1944: Erlanger, Gasser · 
1945: Fleming, Chain, Florey · 
1946: Muller · 
1947: C. Cori, G. Cori, Houssay · 
1948: Müller · 
1949: Hess, Moniz · 
1950: Kendall, Reichstein, Hench · 
1951: Theiler · 
1952: Waksman · 
1953: Krebs,Lipmann ·
1954: Enders, Weller, Robbins · 
1955: Theorell · 
1956: Cournand, Forssmann, Richards · 
1957: Bovet · 
1958: Beadle, Tatum, Lederberg · 
1959: Ochoa, Kornberg · 
1960: Burnet, Medawar · 
1961: Békésy · 
1962: Crick, Watson, Wilkins · 
1963: Eccles, Hodgkin, Huxley · 
1964: Bloch, Lynen · 
1965: Jacob, Lwoff, Monod · 
1966: Rous, Huggins · 
1967: Granit, Hartline, Wald · 
1968: Holley, Khorana, Nirenberg · 
1969: Delbrück, Hershey, Luria · 
1970: Katz, Euler, Axelrod · 
1971: Sutherland · 
1972: Edelman, Porter · 
1973: Frisch, Lorenz, Tinbergen · 
1974: Claude, De Duve, Palade · 
1975: Baltimore, Dulbecco, Temin ·
1976: Blumberg, Gajdusek · 
1977: Guillemin, Schally, Yalow · 
1978: Arber, Nathans, Smith · 
1979: Cormack, Hounsfield · 
1980: Benacerraf, Dausset, Snell · 
1981: Sperry, Hubel, Wiesel · 
1982: Bergström, Samuelsson, Vane · 
1983: McClintock · 
1984: Jerne, Köhler, Milstein · 
1985: Brown, Goldstein · 
1986: Cohen, Levi-Montalcini · 
1987: Tonegawa · 
1988: Black, Elion, Hitchings · 
1989: Bishop, Varmus · 
1990: Murray, Thomas · 
1991: Neher, Sakmann · 
1992: Fischer, Krebs · 
1993: Roberts, Sharp · 
1994: Gilman, Rodbell · 
1995: Lewis, Nüsslein-Volhard, Wieschaus · 
1996: Doherty, Zinkernagel · 
1997: Prusiner · 
1998: Furchgott, Ignarro, Murad · 
1999: Blobel · 
2000: Carlsson, Greengard, Kandel ·
2001: Hartwell, Hunt, Nurse · 
2002: Brenner, Horvitz, Sulston · 
2003: Lauterbur, Mansfield · 
2004: Axel, Buck · 
2005: Marshall, Warren ·
2006: Fire, Mello ·
2007: Capecchi, Smithies, Evans ·
2008: Zur Hausen, Barré–Sinoussi, Montagnier ·
2009: Blackburn, Greider, Szostak ·
2010: Edwards ·
2011: Beutler, Hoffmann, Steinman ·
2012: Gurdon, Yamanaka ·
2013: Rothman, Schekman, Südhof ·
2014: O'Keefe, Moser, Moser ·
2015: Campbell, Omura, Tu ·
2016: Osumi ·
2017: Hall, Rosbash, Young ·
2018: Allison, Honjo ·
2019: Kaelin, Ratcliffe, Semenza ·
2020: Alter, Houghton, Rice ·
2021: Julius, Patapoutian ·
2022: Pääbo ·
2023: Karikó, Weissman ·
2024: Ambros, Ruvkun